# Dicrotendipes fusconotatus
Dicrotendipes fusconotatus är en tvåvingeart som först beskrevs av Jean-Jacques Kieffer 1922.  Dicrotendipes fusconotatus ingår i släktet Dicrotendipes och familjen fjädermyggor. Inga underarter finns listade i Catalogue of Life.